# Iglesia de Nuestra Señora de Lourdes (Casablanca)
La Iglesia de Nuestra Señora de Lourdes se localiza en la ciudad de Casablanca en el país africano de Marruecos. Se trata de un edificio religioso de la Iglesia católica construido en 1954 por Achille Dangleterre y el ingeniero Paul Zimmer, constituye la segunda iglesia de Casablanca después de la Iglesia del Sagrado Corazón de Casablanca.

## Rasgos arquitectónicos
Su diseño, resultado de un concurso, está basado en el modelo de las basílicas orientadas hacia el oeste. Su forma es la de una tienda de campaña, con las paredes estiradas e inclinadas. Tiene 60 metros de largo, 26 de ancho y 26 de altura. A cada lado posé 24 troneras o ventanas de 17 metros de altura.
En la parte izquierda del atrio, se encuentra una reproducción de la gruta donde supuestamente se apareció la Virgen de Lourdes en los Pirineos franceses.

### Vitrales
Los vitrales, que en total constituyen 800 metros cuadrados, son de la autoría del maestro vidriero Gabriel Loire, originario de Chartres, Francia. El color y texturas que proyectan al interior gracias a luz que filtran son uno de los rasgos más característicos de esta iglesia. Realizados sobre un fondo azul y rojo, recuerdan a las alfombras marroquíes, mientras que las imágenes que muestran son la representación de la Inmaculada Concepción y las apariciones de la virgen, principalmente de la de Lourdes.